# Městské hradby v Louvru
Městské hradby v Louvru jsou pozůstatky středověkých městských hradeb v podzemí pařížského Louvru v obchodním centru Carrousel du Louvre. Hradby byly objeveny při archeologických vykopávkách v letech 1991–1992 během operace Grand Louvre. Hradby jsou součástí prohlídkového okruhu Louvre médiéval.

## Historie
Francouzský král Karel V. nechal na pravém břehu postavit v letech 1356–1383 nové městské hradby. Měly nahradit starší hradby Filipa II. Augusta, aby ochránily předměstí, která se vyvíjela mimo hradby. Výstavbu nových městských hradeb si vyžádala stoletá válka mezi Francií a Anglií.
Jednalo se o soustavu příkopů a hliněných hradeb, které se rozpínaly do širokého okolí, aby zajistily město proti střelbě rozvíjejícího se dělostřelectva.
Část těchto hradeb, dlouhá téměř 200 metrů byla objevena v letech 1991–1992 v prostoru budovaného obchodního centra Carrousel du Louvre, otevřeného pro veřejnost v roce 1993.
Jedná se zesílení původních hradeb realizované na počátku 16. století za vlády Ludvíka XII. Na straně města byla hradba zastřešená, vnější stěna byla hladká. Hradby byly odděleny vodním příkopem o šířce 30 metrů, který měl v té době hloubku 7 metrů. Vnitřní zeď byla vyšší než vnější, aby umožnila obráncům snadno střílet. Hradby jsou postaveny z opracovaných kamenů, které spočívaly na dřevěných trámech. Na kamenech jsou patrné stopy po vodě z příkopu.